# Mariangela Demurtas
Mariangela Demurtas (ur. 4 lipca 1981 w Ozieri) – włoska piosenkarka, autorka tekstów i kompozytorka, wokalistka norweskiego gothic metalowego zespołu Tristania, z którym wydała dwie płyty: Rubicon i Darkest White. Członkinią Tristanii jest od października 2007. Przed dołączeniem do grupy była wokalistką kilku włoskich zespołów.
Za swoje inspiracje muzyczne uważa Janis Joplin, Diamandę Galás, Lisę Dalbello, Lauryn Hill, Skin, Chrisa Cornella i Jeffa Buckleya.